# German Skurigin
German Skurigin (Rusia, 15 de septiembre de 1963) es un atleta ruso, especialista en la prueba de 50 km marcha, en la que ha logrado ser subcampeón mundial en 2003 https://twitter.com/Diaazz10?s=09

## Carrera deportiva
En el Mundial de París 2003 ganó la medalla de plata en los 50 km marcha, con un tiempo de 3:36:42 segundos (récord nacional ruso), quedando tras el polaco Robert Korzeniowski y por delante del alemán Andreas Erm.